# Lac de Landro
Le lac de Landro (Dürrensee en allemand) est situé dans le val di Landro, dans le Tyrol du Sud dans la municipalité de Dobbiaco, à quelques kilomètres au nord de la jonction de Carbonin, qui bifurque vers le lac de Misurina, à une distance d'une vingtaine de kilomètres de Cortina d'Ampezzo.
Au bord du lac, il est possible admirer les parois rocheuses abruptes des Dolomites, sur le territoire du parc naturel des Tre Cime et du parc naturel Fanes - Sennes - Braies. En hiver, le lac est gelé pendant plusieurs mois. Il est généralement utilisé pour un ring de ski de fond.
Sur les rives du lac, il y a une pierre avec une roue, placée à la mémoire du téléphérique qui a acheminé les fournitures du lac aux postes du Monte Piana, pendant la Première Guerre mondiale.

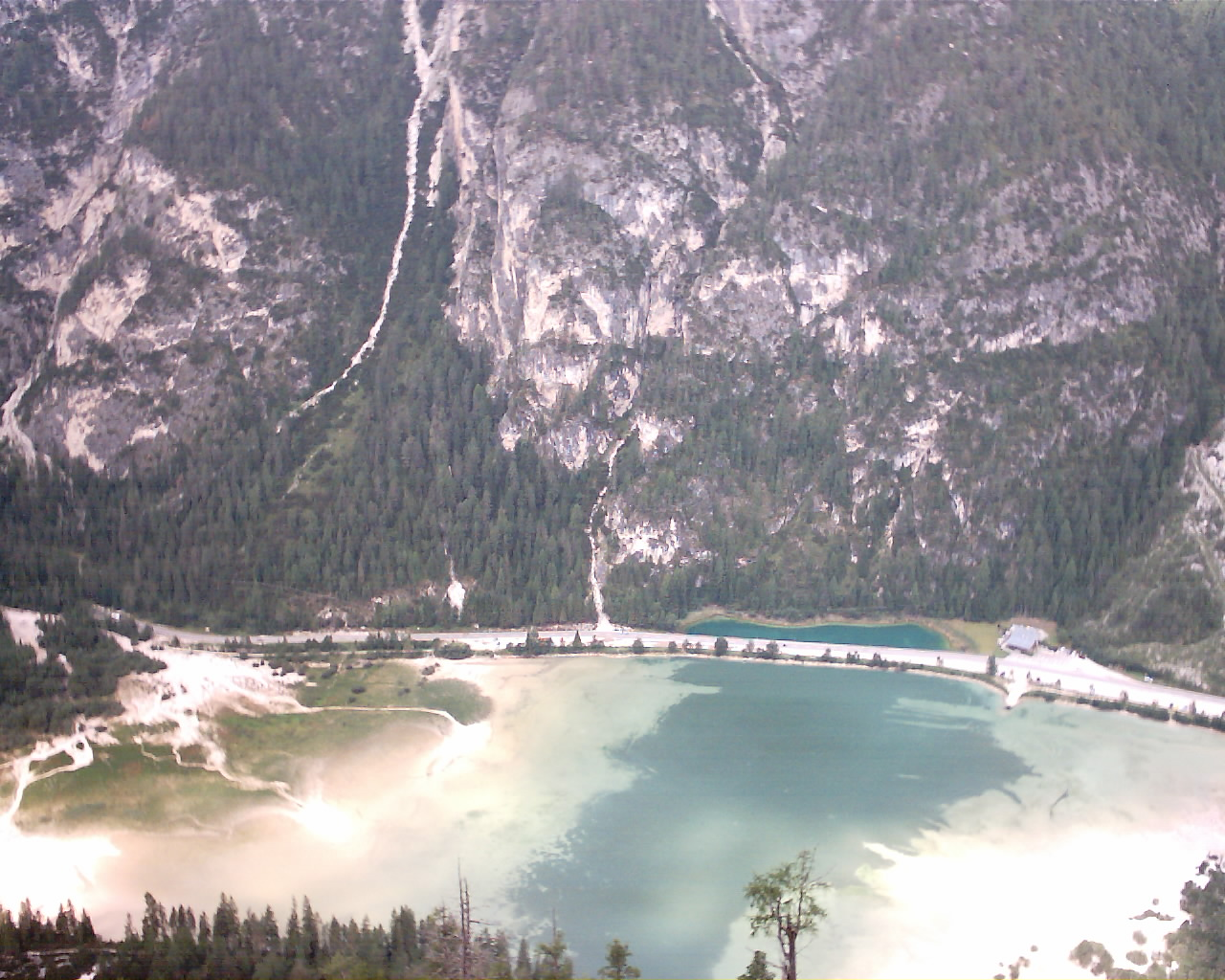
Vue du lac. depuis le Monte Piana.
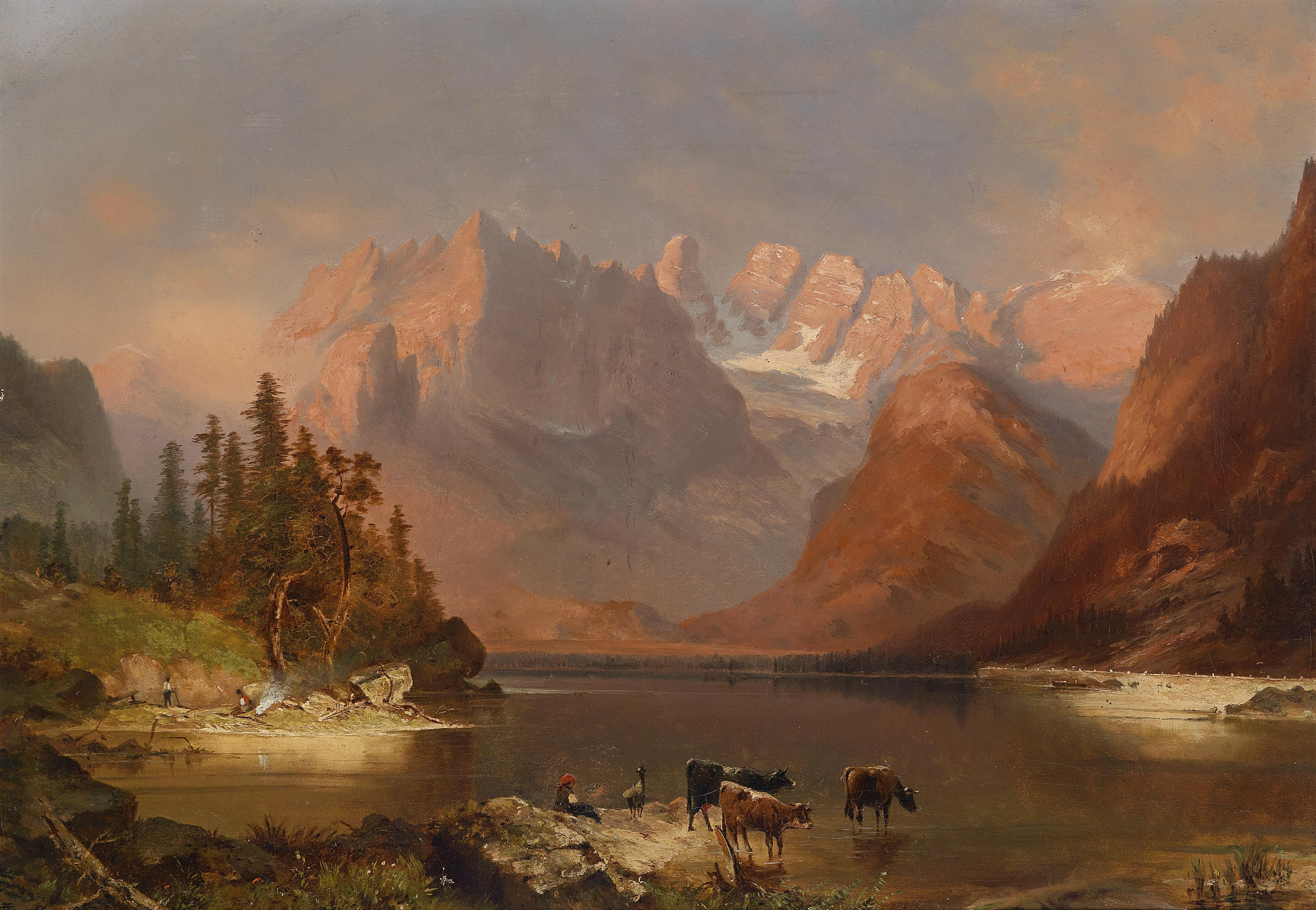
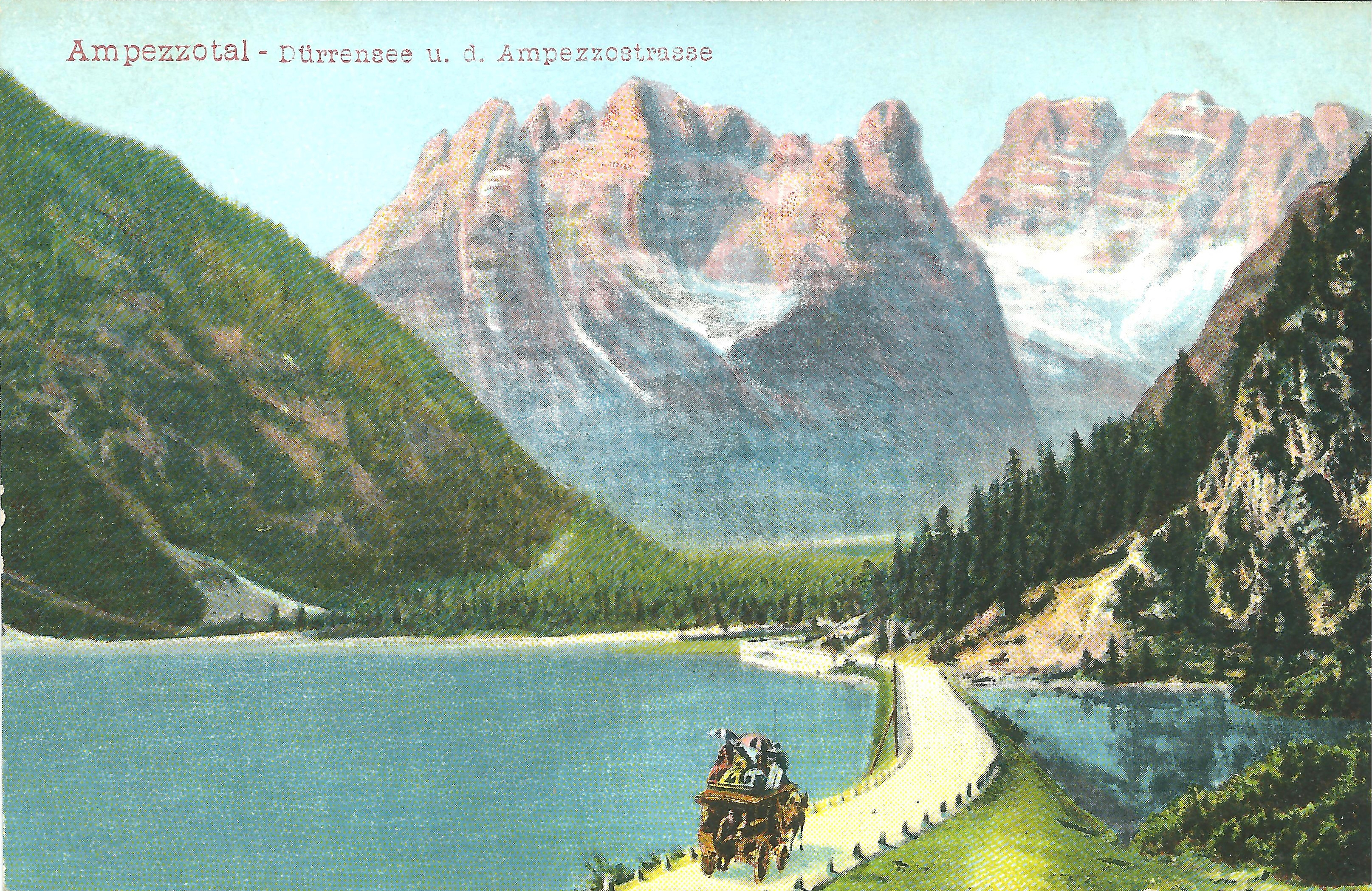
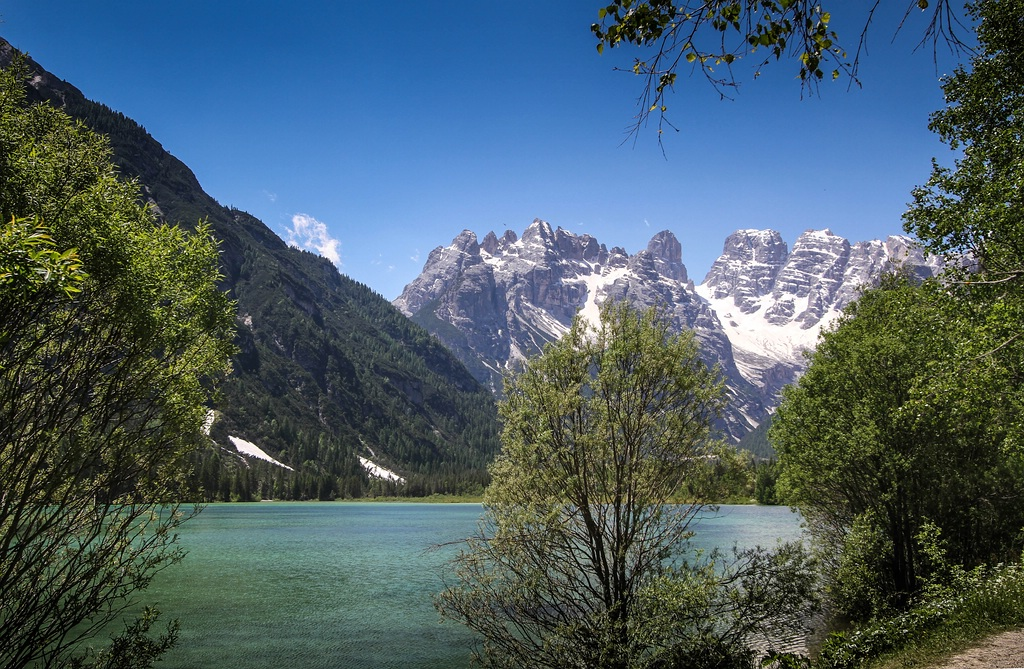